# جون شيبلي رولنسن
جون شيبلي رولنسن (بالإنجليزية: John Shipley Rowlinson)‏ (ولد في 12 مايو 1926) هو كيميائي بريطاني ولد في مدينة هاندفورث ‏ وارتاد مدرسة راسل ‏ في تعليمه الأولي بعد ذلك درس في كلية ترينتي من جامعة أوكسفورد.